# Liste der Naturdenkmale in Spaichingen
| Naturdenkmale | Anzahl |
| ------------- | ------ |
| FND           | 3      |
| END           | 9      |
| Gesamt        | 12     |

Die Liste der Naturdenkmale in Spaichingen nennt die verordneten Naturdenkmale (ND) der im baden-württembergischen Landkreis Tuttlingen liegenden Stadt Spaichingen. In Spaichingen gibt es insgesamt zwölf als Naturdenkmal geschützte Objekte, davon drei flächenhafte Naturdenkmale (FND) und neun Einzelgebilde-Naturdenkmale (END).
Stand: 1. November 2016.

## Flächenhafte Naturdenkmale (FND)
| Name                     | Bild | Kennung     | Einzelheiten          | Position | Fläche Hektar | Datum         |
| ------------------------ | ---- | ----------- | --------------------- | -------- | ------------- | ------------- |
| „Hofener Dörre“          | BW   | 83270460002 | Spaichingen           | ⊙        | 1,2           | 25. Juli 1984 |
| „Marbach“                | BW   | 83270020001 | Aldingen, Spaichingen | ⊙        | 0,8           | 31. Okt. 1988 |
| „Verena-Mühle“           | BW   | 83270460001 | Spaichingen           | ⊙        | 0,5           | 18. Feb. 1983 |
| Legende für Naturdenkmal |      |             |                       |          |               |               |

## Einzelgebilde (END)
| Name                        | Bild | Kennung     | Einzelheiten                                            | Position | Fläche Hektar | Datum        |
| --------------------------- | ---- | ----------- | ------------------------------------------------------- | -------- | ------------- | ------------ |
| 1 Birnbaum                  | BW   | 83270460012 | Spaichingen                                             | ⊙        | 0,0           | 1. Dez. 1984 |
| 1 Eibe                      | BW   | 83270460007 | Spaichingen Nicht mehr in der LUBW-Datenbank vorhanden. | ⊙        | 0,0           | 1. Dez. 1986 |
| 1 Kirschbaum                | BW   | 83270460009 | Spaichingen Nicht mehr in der LUBW-Datenbank vorhanden. | ⊙        | 0,0           | 1. Dez. 1984 |
| 1 Linde bei der Davidsmühle | BW   | 83270460004 | Spaichingen                                             | ⊙        | 0,0           | 1. Dez. 1986 |
| 1 Platane                   | BW   | 83270460010 | Spaichingen                                             | ⊙        | 0,0           | 1. Dez. 1984 |
| 1 Roßkastanie               | BW   | 83270460011 | Spaichingen                                             | ⊙        | 0,0           | 1. Dez. 1984 |
| 1 Stiel-Eiche               |      | 83270460008 | Spaichingen                                             | ???      | 0,0           | 1. Dez. 1984 |
| 3 Stiel-Eichen am Wangenweg | BW   | 83270460005 | Spaichingen                                             | ⊙        | 0,0           | 1. Dez. 1986 |
| 4 Stiel-Eichen              | BW   | 83270460006 | Spaichingen                                             | ⊙        | 0,0           | 1. Dez. 1986 |
| Legende für Naturdenkmal    |      |             |                                                         |          |               |              |